# Sankt Larsgatan

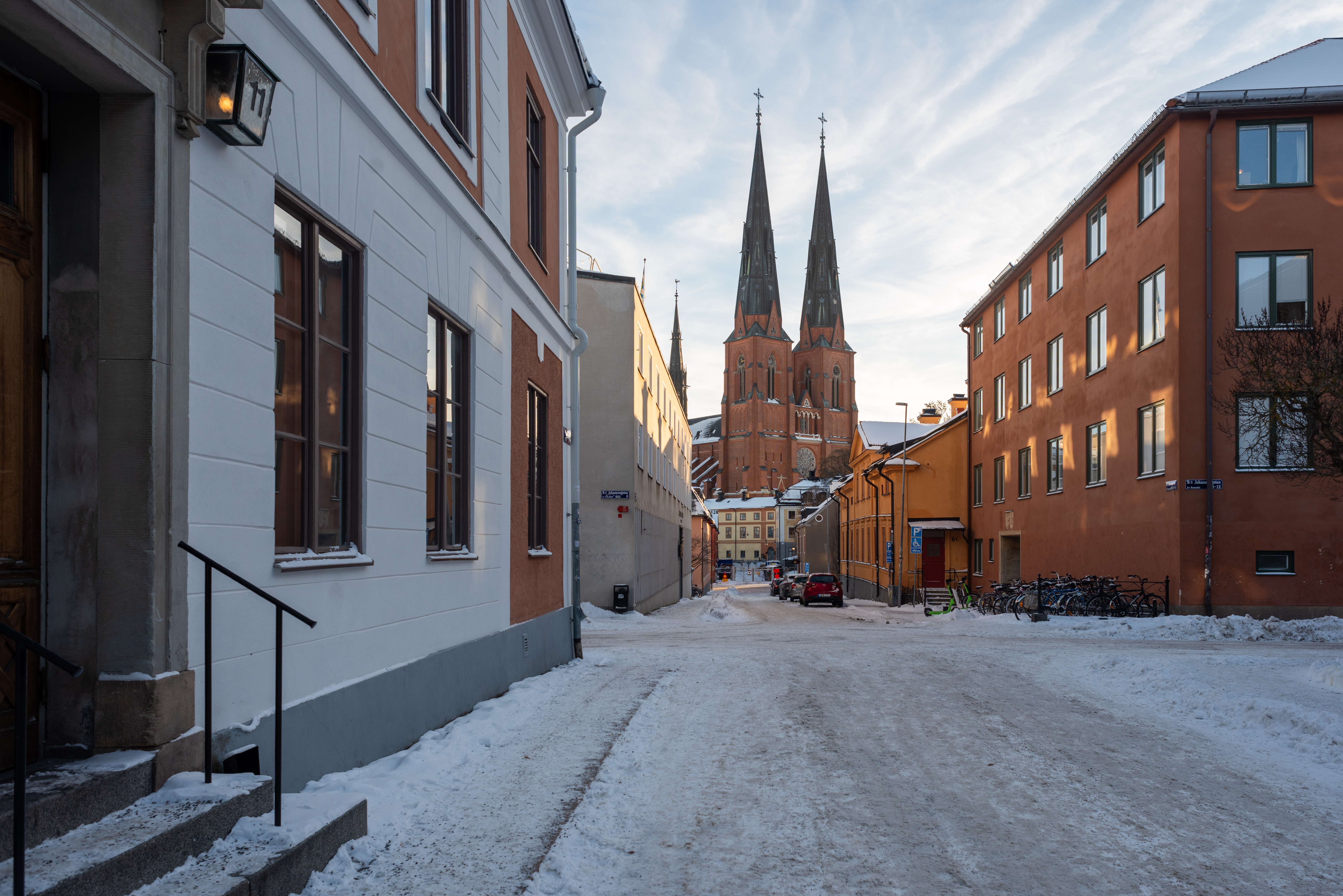
Sankt Larsgatan i januari 2025 sedd från Upplands nation med domkyrkan i bakgrunden och Göteborgs nation till vänster.

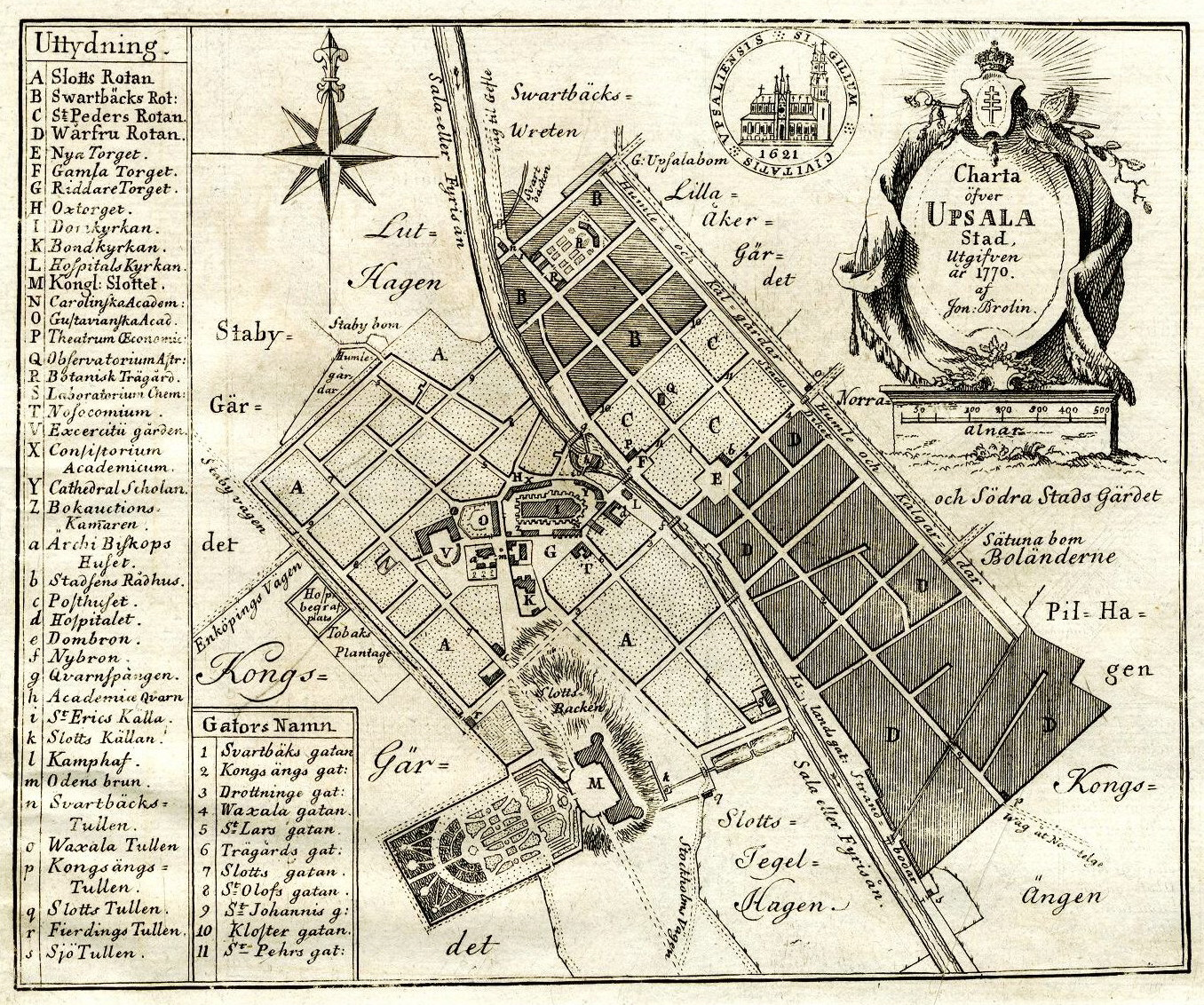
S:t Larsgatan utmärkt på Jonas Brolins karta över Uppsala från 1770.

S:t Larsgatan är en gata i centrala Uppsala som sträcker sig de tre kvarteren mellan S:t Eriks torg och Skolgatan. 
Gatan, som går genom den traditionellt akademiska delen av staden, passerar bland annat universitetsparken och fem studentnationer: Nerikes, Smålands, Göteborgs, Uplands och V-Dala.
S:t Larsgatan i sin nuvarande sträckning och med sitt nuvarande namn finns med på Jonas Brolins karta över Uppsala från år 1770. Gatan fick sitt namn senast 1671 och är uppkallad efter en av Uppsala domkyrkas beskyddare, Sankt Lars.